# Kassenbergbrücke

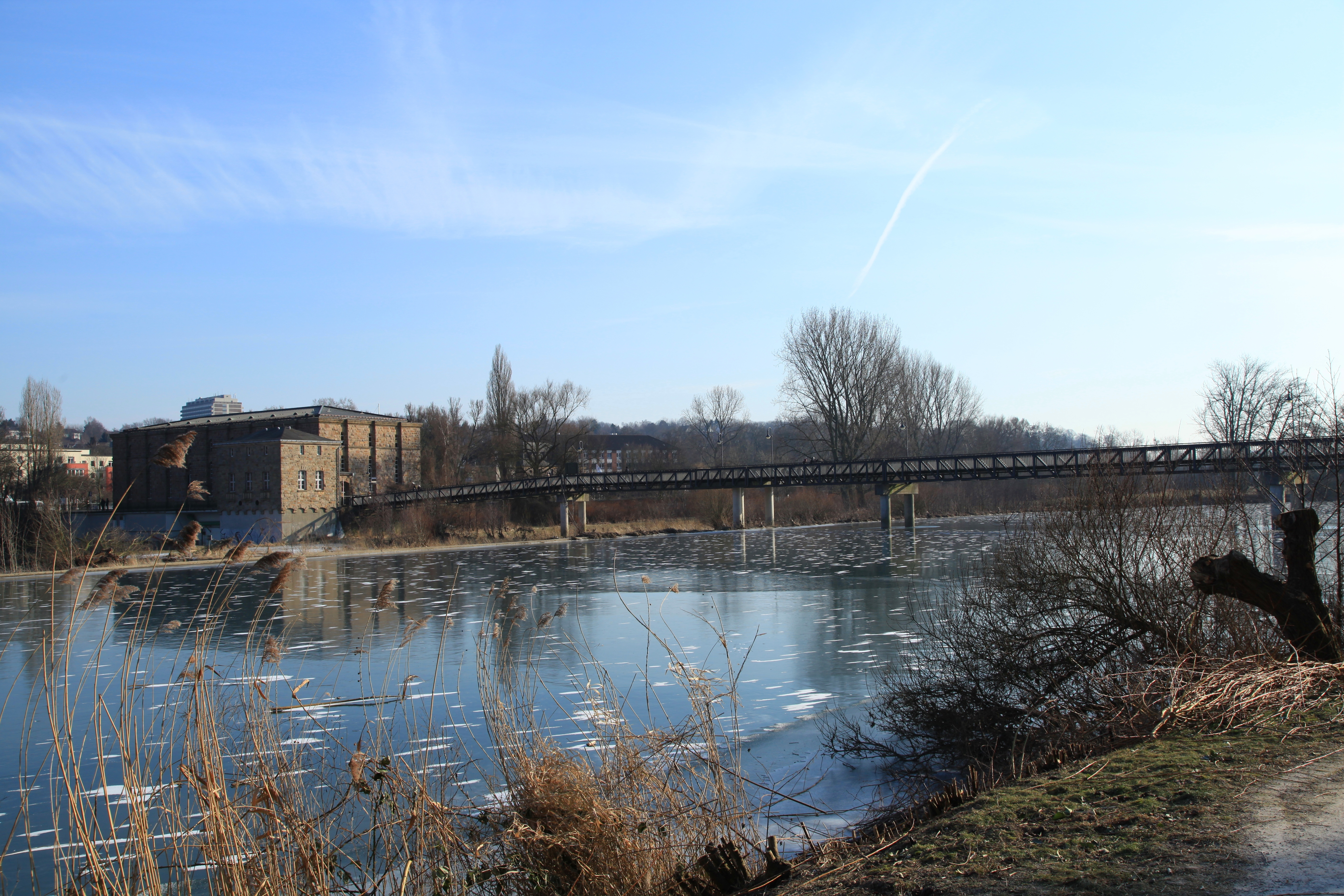
Kassenbergbrücke

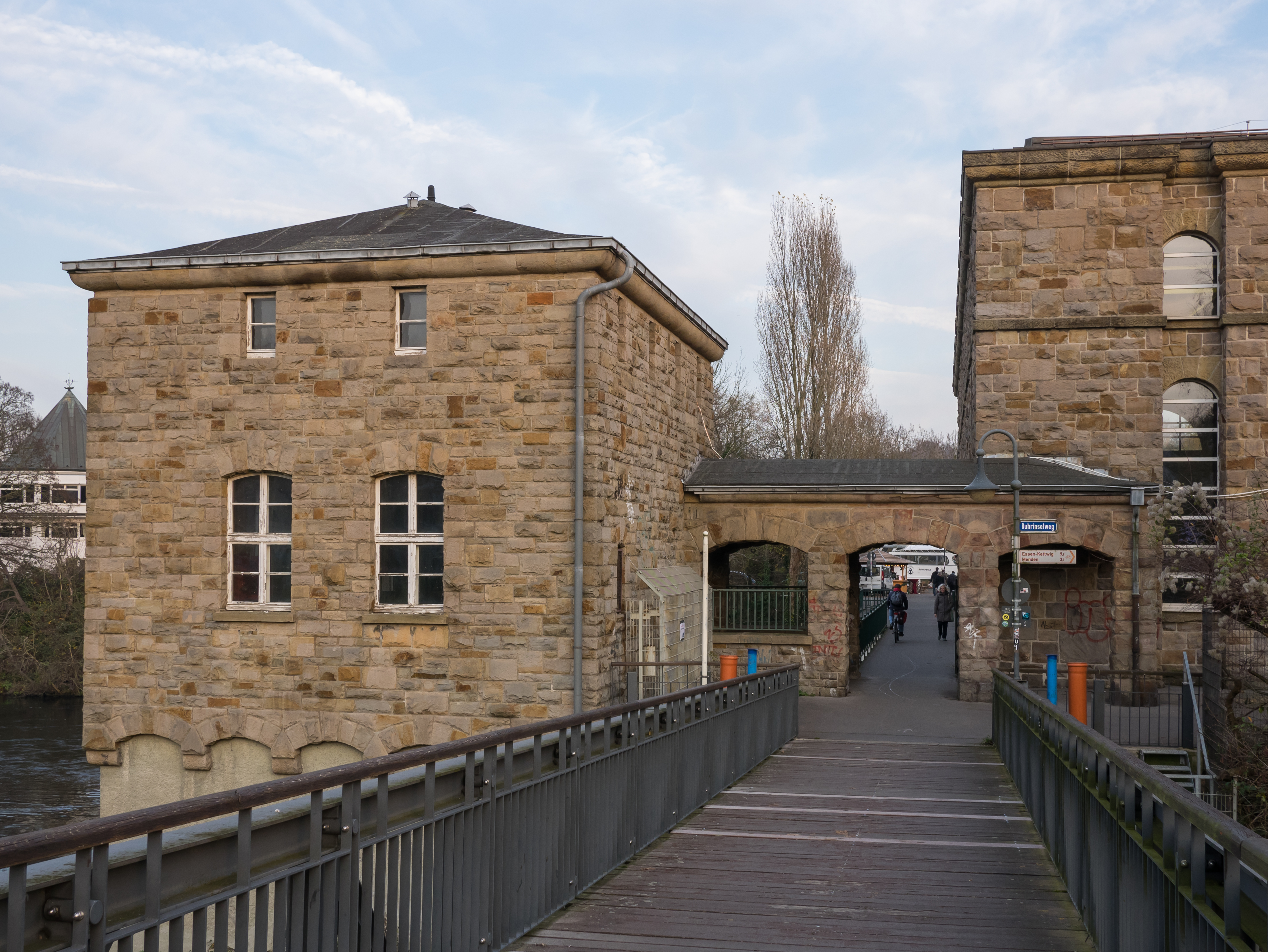
Brücke im Bereich des Rückpumpwerks

Die Kassenbergbrücke ist eine Brücke für Fußgänger und Radfahrer zwischen dem linksseitigen Ufer der Ruhr und der Dohneinsel in Mülheim an der Ruhr. Rechtsseitig schließen sich das Wasserkraftwerk Kahlenberg und die Schleuseninsel an. Es handelt sich um eine insgesamt 133,65 m lange Fachwerkbrücke aus Stahl, die von 1991 bis 1992 errichtet wurde.